# Justiniškės
Justiniškės är en stadsdel i Litauens huvudstad Vilnius, 5 km nordväst om stadens centrum. Justiniškės ligger 181 meter över havet och antalet invånare är 27 462.